# Heterostraci
Heterostraci é um grupo de peixes agnatas extintos que viveram no mar e nos estuários. O nome quer dizer conchas diferentes, aludindo aos seus padrões de cobertura do corpo, entre grandes escudos protectores e camadas de escamas.Eles duraram até o Siluriano, salvo os psammosteídeos , que foram extintos durante o final do Devoniano. 
Esta subclasse possui duas ordens:
- Cyathaspidiformes
- Pteraspidiformes